# آرنس‌هوفن
آرنسهوفن (به آلمانی: Arnshöfen) یک شهر در آلمان است که در وستروالدکرایس واقع شده‌است.